# Акилия
Акилия (на датски Akilia) е остров край Западна Гренландия на около 22 км южно от Нуук (Готхоб) на 63.933° N 51.667°W.
На Акилия се намират скални образувания, които съдържат най-старите седиментни скали на Земята  и вероятно най-старите следи от живот, свързани с неговия произход.

## Външни връзки
- Scientists Disagree over How, When Life Began on Earth
- Information on Nuuk, Greenland
- Study Resolves Doubt About Origin Of Earth’s Oldest Rocks, Possibility Of Finding Traces Of Ancient Life
- UCLA scientists strengthen case for life more than 3.8 billion years ago Архив на оригинала от 2021-07-15 в Wayback Machine.